# Manglehorn
Pour plus de détails, voir Fiche technique et Distribution.
Manglehorn est un film américain réalisé par David Gordon Green, et sorti en 2014.
Le film est présenté en compétition officielle au festival international du film de Venise en 2014.

## Synopsis
AJ. Manglehorn, un serrurier solitaire vivant dans une petite ville du Texas, ne s’est jamais remis de la perte de l’amour de sa vie. Obsédé par son souvenir, il se sent plus proche de son chat que des gens et préfère trouver du réconfort dans son travail et sa routine quotidienne. Malgré tout, il entretient des relations fragiles avec son fils, il ressent une fierté mal placée pour son ancien protégé et construit une amitié prudente avec une femme guichetière dans une banque. Alors qu’un nouvel amour se dessine, il se retrouve à la croisée des chemins, choisir entre rester enlisé dans le passé ou vivre le moment présent.

## Fiche technique
- Titre : Manglehorn
- Réalisation : David Gordon Green
- Scénario : Paul Logan
- Production : Molly Conners, David Gordon Green, Lisa Muskat, Derrick Tseng et Christopher Woodrow
- Société de production : Worldview Entertainment, Dreambridge Films, Muskat Filmed Properties et Rough House
- Photographie : Tim Orr
- Montage : Colin Patton
- Musique : Explosions in the Sky et David Wingo
- Pays d'origine : États-Unis
- Genre : Drame
- Langue : anglais
- Durée : 97 minutes
- Dates de sortie :
  -  Italie : 30 août 2014 (Mostra de Venise 2014)
  -  France : 25 mars 2015

## Distribution
- Al Pacino (VF : José Luccioni) : A.J. Manglehorn
- Holly Hunter : Dawn
- Harmony Korine : Gary
- Chris Messina (VF : Alexis Victor) : Jacob
- Marisa Varela : Patricia
- Skylar Gasper : Kylie
- Herc Trevino : Robbie

## Distinctions

### Sélections
- Festival international du film de Toronto 2014 : sélection « Special Presentations »
- Festival international du film de Venise 2014 : sélection officielle